# Sillé-le-Guillaume

Sillé-le-Guillaume este o comună în departamentul Sarthe, Franța. În 2009 avea o populație de 2,361 de locuitori.